# Jens Rosing
Jens Christian Rosing (* 28. Juli 1925 in Ilulissat; † 24. Mai 2008 in Humlebæk, Dänemark) war ein grönländischer Schriftsteller, Künstler, Regisseur, Rentierzüchter, Expeditionsteilnehmer und Museumsleiter.

## Leben
Jens Rosing war der Sohn des Schriftstellers, Pfarrers und Malers Otto Rosing (1896–1965) und seiner Frau Sara Gertrud Vilhelmine Birgitte Siegstad (1900–1988). Der Museumsdirektor Emil Rosing (1939–2010) war sein jüngerer Bruder. Er heiratete am 13. Mai 1952 Dagny Nielsen (1928–2023), Tochter des Oberpostboten Niels Nielsen (1894–1977) und seiner Frau Johanne Pedersen (1901–1976). Aus der Ehe gingen drei Söhne und eine Tochter hervor, darunter der Geologe Minik Rosing (* 1957) und die Künstlerin Ina Rosing (* 1965).
Jens Rosing wurde in Ilulissat geboren, wo sein Vater als Pastor tätig war, wuchs aber ab 1934 in Ostgrönland auf, wo sein Vater seinen Onkel Peter als Pastor ablöste. Er schloss 1944 die Realschule in Dänemark ab. Anschließend wurde er für zwei Jahre bei Den Kongelige Grønlandske Handel angestellt. Von 1947 bis 1948 besuchte er die Akademiet for Fri og Merkantil Kunst und anschließend bis 1950 die Malerschule der Königlich Dänischen Kunstakademie.
Um 1950 lebte er zwei Jahre bei den Samen und lernte die Rentierhaltung von ihnen. 1952 kehrte er nach Grönland zurück und siedelte mehrere Hundert Rentiere im Nuup Kangerlua an, womit er einen neuen Wirtschaftszweig in Grönland begründete. Er leitete seine Rentierfarm in Itinnera bis 1959.
1959 zog er nach Dänemark, um sich der Kunst zu widmen. Zwischen 1960 und 1963 nahm er an drei Expeditionen nach Grönland teil. Er wurde später Kurator und von 1976 bis 1978 Leiter des Grönländischen Landesmuseums. In seiner Zeit als Museumsleiter wurden die Mumien von Qilakitsoq entdeckt, die zu Grönlands bedeutendsten archäologischen Entdeckungen gehören. Von 1960 bis 1974 war er Vizevorsitzender von Det Grønlandske Selskab.
Jens Rosing hat mehrere Bücher über die grönländische Kultur geschrieben und selbst illustriert. Als Künstler und Maler hat er sich mit Aquarellmalerei beschäftigt, Skulpturen angefertigt und eine Vielzahl weiterer Bücher illustriert. Zudem hat er das Wappen Grönlands gestaltet und mehr als 130 Entwürfe für grönländische Briefmarken erstellt. Er war auch als Kurzfilmregisseur tätig, als der er vier Kurzfilme schuf.
Er erhielt 1979 den populärwissenschaftlichen Preis der dänischen Schriftstellervereinigung und den Ehrenpreis seiner Heimatstadt Ilulissat, 1982 den Grönländischen Weihnachtsbriefmarkenpreis, wurde 1985 mit dem Grönländischen Kulturpreis, 1989 mit dem Lebenswerkspreis der Staatlichen Kunststiftung und 1990 mit der Rink-Medaille ausgezeichnet. Am 4. Juni 1997 erhielt er den Nersornaat in Silber.

## Werke (Auswahl)

### Bücher
- 1954: Den dragende flok
- 1960: Isimardik, den store drabsmand
- 1963: Sagn og saga fra Angmagssalik
- 1970: Kimilik
- 1973: Ting og undere i Grønland
- 1976: De store konger
- 1979: Himlen er lav
- 1986: Havets enhjørning
- 1988: Fuglestreger
- 1992: Hvis vi vågner til havblik

### Filme
- 1967: Umialik
- 1969: Tasiussaĸ
- 1971: Emilie fra Sarĸaĸ
- 1972: Havet ved Grønland

### Kunst
- Havets moder (Gemälde)
- Slædehunde fodres (Gemälde)
- um 1953: Renkalv
- 1962: Manguaraqa månefærd
- 1963: Dekoration von Grønlands Seminarium
- 1965: Altartafel der Kirche in Aasiaat
- 1974–1979: Illustrationen zu Finn Salomonsens Fuglene i menneskernes land
- 1987: Medaille von Königin Margrethes archäologischer Stiftung
- 1989: Medaille des Nersornaat
- 1990: Rink-Medaille (mit Claes Lorenzen)
- 1990: Isbjørne (Lithografie)
- 1995: Medaille für Olaf Olsen
- 1997: Dekoration des Sitzungssaals des Inatsisartut[9]

## Ausstellungen
- Ina Rosing: 8. Januar – 19. April 2009, Jens Rosings (1925–2008) fineste værker – private tegninger, akvareller og småfigurer af dyr, Nordatlantens Brygge, Kopenhagen[10]